# Wereldkampioenschap superbike van Aragón 2015
Het wereldkampioenschap superbike van Aragón 2015 was de derde ronde van het wereldkampioenschap superbike en het wereldkampioenschap Supersport 2015. De races werden verreden op 12 april 2015 op het Motorland Aragón nabij Alcañiz, Spanje.

## Superbike

### Race 1
| Pos | Nr  | Rijder               | Constructeur | Rondes | Tijd        | Grid | Punten |
| --- | --- | -------------------- | ------------ | ------ | ----------- | ---- | ------ |
| 1   | 65  | Jonathan Rea         | Kawasaki     | 18     | 33:36.937   | 4    | 25     |
| 2   | 7   | Chaz Davies          | Ducati       | 18     | +0.051      | 2    | 20     |
| 3   | 66  | Tom Sykes            | Kawasaki     | 18     | +4.977      | 3    | 16     |
| 4   | 91  | Leon Haslam          | Aprilia      | 18     | +15.088     | 1    | 13     |
| 5   | 81  | Jordi Torres         | Aprilia      | 18     | +15.290     | 7    | 11     |
| 6   | 112 | Javier Forés         | Ducati       | 18     | +16.655     | 5    | 10     |
| 7   | 18  | Nicolás Terol        | Ducati       | 18     | +17.365     | 9    | 9      |
| 8   | 36  | Leandro Mercado      | Ducati       | 18     | +25.527     | 10   | 8      |
| 9   | 1   | Sylvain Guintoli     | Honda        | 18     | +31.464     | 14   | 7      |
| 10  | 2   | Leon Camier          | MV Agusta    | 18     | +43.013     | 15   | 6      |
| 11  | 51  | Santiago Barragán    | Kawasaki     | 18     | +43.627     | 20   | 5      |
| 12  | 15  | Matteo Baiocco       | Ducati       | 18     | +44.893     | 13   | 4      |
| 13  | 40  | Román Ramos          | Kawasaki     | 18     | +47.663     | 18   | 3      |
| 14  | 23  | Christophe Ponsson   | Kawasaki     | 18     | +1:11.843   | 17   | 2      |
| 15  | 59  | Niccolò Canepa       | EBR          | 18     | +1:15.919   | 16   | 1      |
| 16  | 90  | Javier Alviz         | Kawasaki     | 18     | +1:20.816   | 21   |        |
| 17  | 72  | Larry Pegram         | EBR          | 18     | +1:22.279   | 22   |        |
| 18  | 10  | Imre Tóth            | BMW          | 17     | +1 ronde    | 23   |        |
| 19  | 75  | Gábor Rizmayer       | BMW          | 17     | +1 ronde    | 24   |        |
| NC  | 22  | Alex Lowes           | Suzuki       | 13     | +5 ronden   | 8    |        |
| DNF | 86  | Ayrton Badovini      | BMW          | 16     | Ongeluk     | 6    |        |
| DNF | 60  | Michael van der Mark | Honda        | 9      | Uitgevallen | 11   |        |
| DNF | 14  | Randy de Puniet      | Suzuki       | 7      | Uitgevallen | 19   |        |
| DNF | 44  | David Salom          | Kawasaki     | 6      | Uitgevallen | 12   |        |

### Race 2
| Pos | Nr  | Rijder               | Constructeur | Rondes | Tijd         | Grid | Punten |
| --- | --- | -------------------- | ------------ | ------ | ------------ | ---- | ------ |
| 1   | 7   | Chaz Davies          | Ducati       | 18     | 33:34.669    | 2    | 25     |
| 2   | 65  | Jonathan Rea         | Kawasaki     | 18     | +3.190       | 4    | 20     |
| 3   | 91  | Leon Haslam          | Aprilia      | 18     | +3.712       | 1    | 16     |
| 4   | 81  | Jordi Torres         | Aprilia      | 18     | +14.216      | 7    | 13     |
| 5   | 112 | Javier Forés         | Ducati       | 18     | +20.524      | 5    | 11     |
| 6   | 44  | David Salom          | Kawasaki     | 18     | +25.878      | 12   | 10     |
| 7   | 36  | Leandro Mercado      | Ducati       | 18     | +25.939      | 10   | 9      |
| 8   | 60  | Michael van der Mark | Honda        | 18     | +26.075      | 11   | 8      |
| 9   | 86  | Ayrton Badovini      | BMW          | 18     | +27.253      | 6    | 7      |
| 10  | 18  | Nicolás Terol        | Ducati       | 18     | +28.666      | 9    | 6      |
| 11  | 15  | Matteo Baiocco       | Ducati       | 18     | +41.038      | 13   | 5      |
| 12  | 40  | Román Ramos          | Kawasaki     | 18     | +41.983      | 18   | 4      |
| 13  | 14  | Randy de Puniet      | Suzuki       | 18     | +42.961      | 19   | 3      |
| 14  | 22  | Alex Lowes           | Suzuki       | 18     | +43.057      | 8    | 2      |
| 15  | 2   | Leon Camier          | MV Agusta    | 18     | +43.375      | 15   | 1      |
| 16  | 23  | Christophe Ponsson   | Kawasaki     | 18     | +59.139      | 17   |        |
| 17  | 51  | Santiago Barragán    | Kawasaki     | 18     | +59.296      | 20   |        |
| 18  | 59  | Niccolò Canepa       | EBR          | 18     | +1:16.004    | 16   |        |
| 19  | 72  | Larry Pegram         | EBR          | 18     | +1:33.714    | 22   |        |
| 20  | 10  | Imre Tóth            | BMW          | 17     | +1 ronde     | 23   |        |
| DNF | 90  | Javier Alviz         | Kawasaki     | 7      | Uitgevallen  | 21   |        |
| DNF | 1   | Sylvain Guintoli     | Honda        | 5      | Ongeluk      | 14   |        |
| DNF | 66  | Tom Sykes            | Kawasaki     | 4      | Ongeluk      | 3    |        |
| DNS | 75  | Gábor Rizmayer       | BMW          | 0      | Niet gestart | 24   |        |

## Supersport
| Pos | Nr  | Rijder              | Constructeur | Rondes | Tijd           | Grid | Punten |
| --- | --- | ------------------- | ------------ | ------ | -------------- | ---- | ------ |
| 1   | 54  | Kenan Sofuoğlu      | Kawasaki     | 16     | 30:47.195      | 2    | 25     |
| 2   | 99  | P.J. Jacobsen       | Kawasaki     | 16     | +3.224         | 3    | 20     |
| 3   | 111 | Kyle Smith          | Honda        | 16     | +5.695         | 4    | 16     |
| 4   | 4   | Gino Rea            | Honda        | 16     | +11.281        | 7    | 13     |
| 5   | 87  | Lorenzo Zanetti     | MV Agusta    | 16     | +11.334        | 6    | 11     |
| 6   | 25  | Alex Baldolini      | MV Agusta    | 16     | +16.639        | 17   | 10     |
| 7   | 61  | Fabio Menghi        | Yamaha       | 16     | +17.010        | 10   | 9      |
| 8   | 6   | Dominic Schmitter   | Kawasaki     | 16     | +18.801        | 11   | 8      |
| 9   | 11  | Christian Gamarino  | Kawasaki     | 16     | +24.178        | 14   | 7      |
| 10  | 44  | Roberto Rolfo       | Honda        | 16     | +24.655        | 13   | 6      |
| 11  | 84  | Riccardo Russo      | Honda        | 16     | +24.735        | 16   | 5      |
| 12  | 19  | Kevin Wahr          | Honda        | 16     | +25.379        | 15   | 4      |
| 13  | 161 | Alexey Ivanov       | Yamaha       | 16     | +44.591        | 18   | 3      |
| 14  | 24  | Marcos Ramírez      | Yamaha       | 16     | +44.670        | 20   | 2      |
| 15  | 69  | Luigi Morciano      | Honda        | 16     | +55.579        | 23   | 1      |
| 16  | 74  | Kieran Clarke       | Honda        | 16     | +55.771        | 22   |        |
| 17  | 10  | Nacho Calero        | Honda        | 16     | +56.061        | 21   |        |
| 18  | 68  | Glenn Scott         | Honda        | 16     | +1:00.312      | 19   |        |
| 19  | 42  | Jorge Arroyo        | Yamaha       | 16     | +1:18.392      | 24   |        |
| 20  | 34  | Ezequiel Iturrioz   | Kawasaki     | 16     | +1:29.629      | 25   |        |
| DNF | 16  | Jules Cluzel        | MV Agusta    | 10     | Uitgevallen    | 1    |        |
| DNF | 36  | Martín Cárdenas     | Honda        | 7      | Uitgevallen    | 12   |        |
| DNF | 14  | Lucas Mahias        | Kawasaki     | 5      | Schade ongeluk | 5    |        |
| DNF | 5   | Marco Faccani       | Kawasaki     | 4      | Schade ongeluk | 9    |        |
| DNF | 9   | Ratthapark Wilairot | Honda        | 4      | Ongeluk        | 8    |        |

## Tussenstanden na wedstrijd

### Superbike
| Pos | Nr | Rijder       | Team     | Punten |
| --- | -- | ------------ | -------- | ------ |
| 1   | 65 | Jonathan Rea | Kawasaki | 140    |
| 2   | 91 | Leon Haslam  | Aprilia  | 114    |
| 3   | 7  | Chaz Davies  | Ducati   | 83     |
| 4   | 66 | Tom Sykes    | Kawasaki | 66     |
| 5   | 81 | Jordi Torres | Aprilia  | 63     |

### Supersport
| Pos | Nr | Rijder              | Team      | Punten |
| --- | -- | ------------------- | --------- | ------ |
| 1   | 54 | Kenan Sofuoğlu      | Kawasaki  | 55     |
| 2   | 99 | P.J. Jacobsen       | Kawasaki  | 42     |
| 3   | 9  | Ratthapark Wilairot | Honda     | 36     |
| 4   | 4  | Gino Rea            | Honda     | 35     |
| 5   | 87 | Lorenzo Zanetti     | MV Agusta | 31     |

2011 · 2012 · 2013 · 2014 · 2015 · 2016 · 2017 · 2018 · 2019 · 2020 (I) · 2020 (II) · 2021 · 2022 · 2023 · 2024 · 2025